# Chiều tối

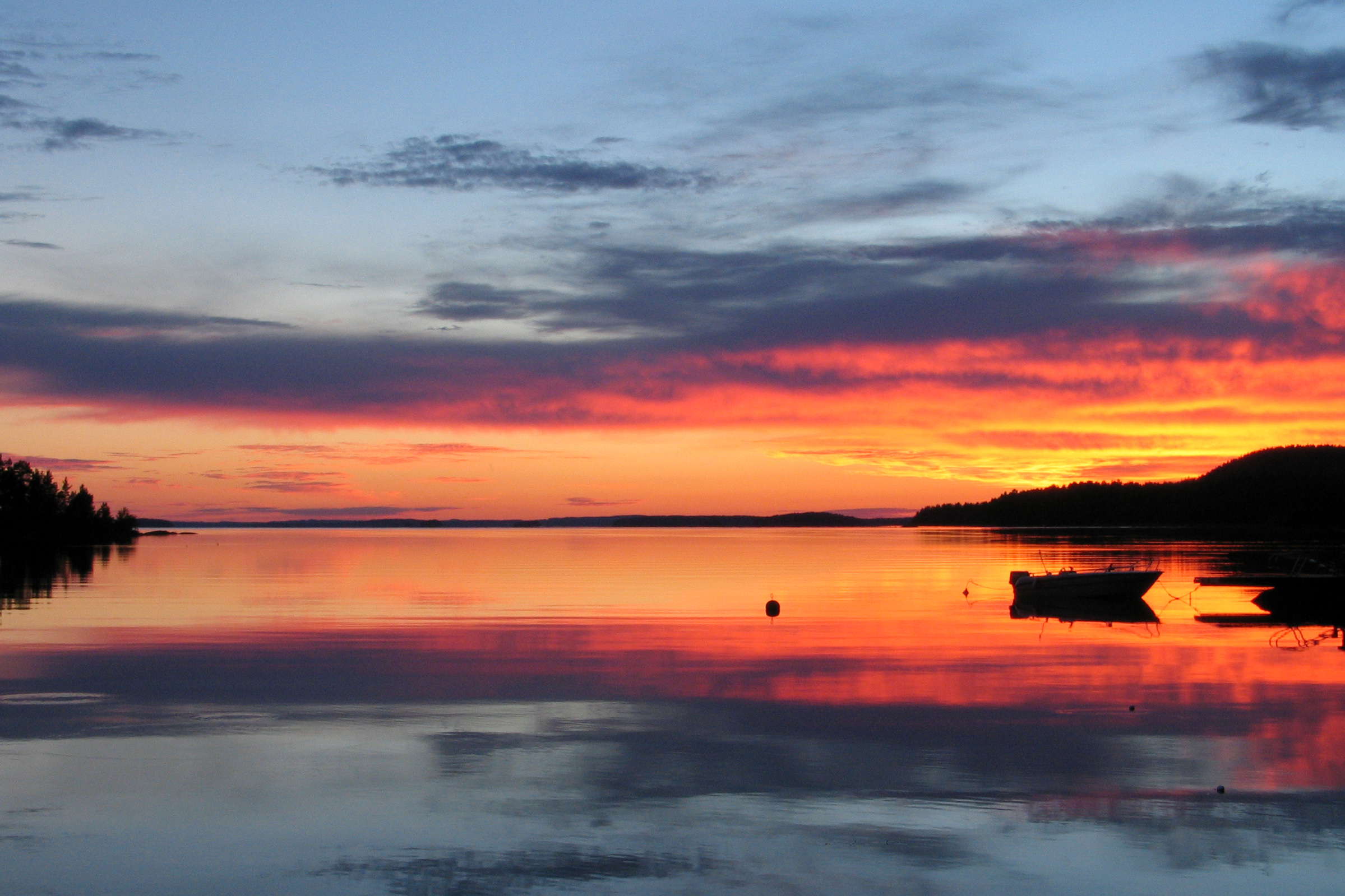
Chiều tối tại Hồ Päijänne, Phần Lan.

Chiều tối hay xế chiều là khoảng thời gian kết thúc ban ngày, thường được coi là từ lúc buổi chiều tới khi ban đêm bắt đầu (hoàng hôn). Buổi chiều tối có các hoạt động đặc trưng như chuẩn bị và dùng bữa tối, các cuộc gặp gỡ xã hội mang tính trang trọng hoặc các cuộc giải trí.